# Astralium asteriscum
Astralium asteriscum là một loài ốc biển thuộc họ Turbinidae.

## Mô tả
Kích thước vỏ của loài ốc này thay đổi từ 30 mm đến 65 mm.

## Phân bổ
Loài ốc biển này xuất hiện ngoài khơi Nouvelle-Calédonie.